# 熊本社会保険事務局
熊本社会保険事務局（くまもとしゃかいほけんじむきょく）は、熊本県熊本市にあった社会保険庁の地方支分部局で、熊本県を管轄していた。

## 管内社会保険事務所等
- 熊本東社会保険事務所
- 熊本社会保険事務局熊本西社会保険事務室（熊本西社会保険事務所）
- 八代社会保険事務所
- 本渡社会保険事務所
- 玉名社会保険事務所（熊本社会保険事務局玉名事務所）